# Cthulhu

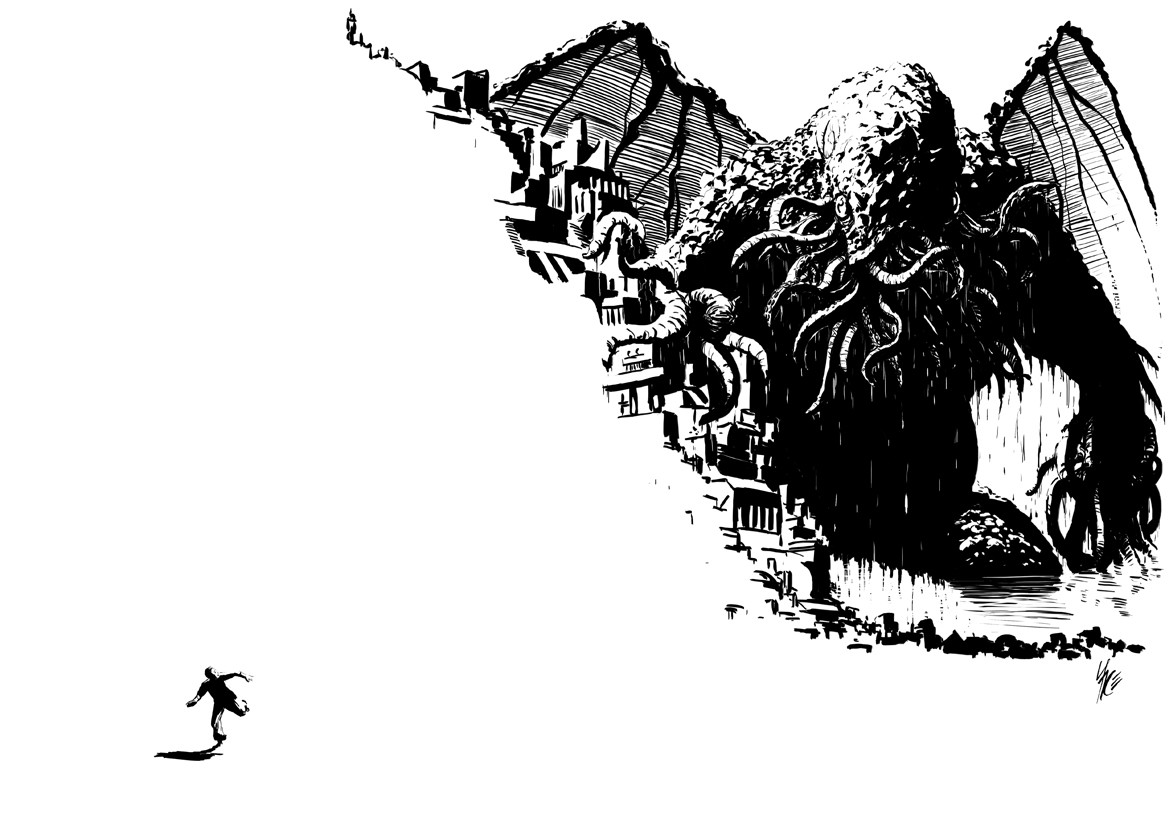
Cthulhu na cidade perdida de R'lyeh (concepção artística do Sofyan Syarief).

Cthulhu é uma entidade cósmica criada pelo escritor norte americano de terror H. P. Lovecraft em 1928. A primeira aparição da entidade foi no conto O Chamado de Cthulhu, publicado na revista Weird Tales em 1928.
É um dos principais Grandes Antigos dos Mitos de Lovecraft. A entidade possui proporções gigantes e uma aparência híbrida de um ser humanóide em conjunto com polvo e dragão.
É conhecido por seu tamanho gigantesco e pelo terror abjeto que evoca. A entidade é usada também em círculos de ficção científica e fantasia como sinônimo de horror, magia ou mal extremo.
Após sua primeira aparição em O Chamado de Cthulhu, a entidade tornou a figurar brevemente em outras histórias de Lovecraft.

## Etimologia, ortografia e pronúncia
Inventado por Lovecraft em 1928, o nome Cthulhu provavelmente foi escolhido para ecoar a palavra chthonic (ctônico) (do grego antigo "da terra"), como aparentemente sugerido pelo próprio autor no final de seu conto de 1923 "Os Ratos nas Paredes".
O espírito ctônico, ou habitante da terra, tem precedentes em inúmeras mitologias antigas e medievais, muitas vezes guardando minas e preciosos tesouros subterrâneos, notavelmente nos germânicos anões e os gregos Chalybes, Telquines, ou Dáctilos.
Lovecraft transcreveu a pronúncia de Cthulhu como Khlûl′-hloo e disse que é "a primeira sílaba pronunciada guturalmente e muito grossa, produzindo algo semelhante a /χ(ə)ʟʊʟˈluː/. S. T. Joshi aponta, no entanto, que Lovecraft deu diferentes pronúncias em diferentes ocasiões. De acordo com Lovecraft, isso é apenas o mais próximo que o aparelho vocal humano pode chegar de reproduzir as sílabas de uma língua alienígena. Cthulhu também foi soletrado de muitas outras maneiras, incluindo Tulu, Katulu e Kutulu. O nome é frequentemente precedido pelo epíteto Grande, Morto ou Terrível.
| “ | O nome da entidade infernal foi inventado por seres cujos órgãos vocais não eram como os do homem, portanto não tem relação com o aparelho de fala humano. As sílabas eram determinadas por um equipamento fisiológico totalmente diferente do nosso, portanto nunca poderiam ser pronunciadas perfeitamente pela garganta humana... O som real - tanto quanto qualquer órgão humano poderia imitá-lo ou letras humanas registrá-lo - pode ser tomado como algo como Khlûl'-hloo, com a primeira sílaba pronunciada de forma gutural e muito grossa. O 'u' é mais ou menos assim em "full", e a primeira sílaba não é diferente de 'klul' no som, portanto, o 'h' representa a espessura gutural. | ” |
|   | — Lovecraft em carta enviada a Duane Rimel, em 23 de julho de 1934. |   |

Muito depois da morte de Lovecraft, Chaosium declarou no RPG Chamado de Cthulhu: "nós dizemos kuh-THOOL-hu", mesmo observando que Lovecraft disse isso de forma diferente. Outros usam a pronúncia Katulu, Kutulu ou/kəˈtuːluː/.

## Influências e Legado

### Filmes e TV

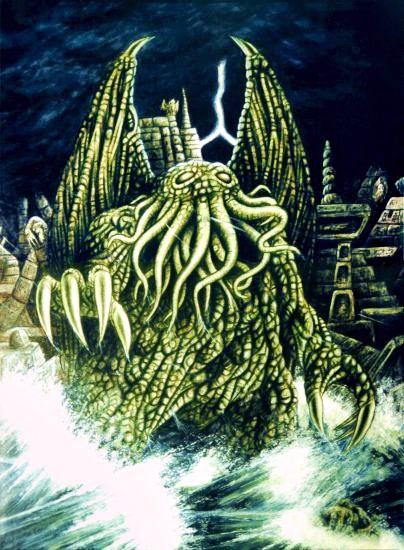
Representação artística de Cthulhu na cidade submersa de R'lyeh, onde, morto, aguarda sonhando.

Cthulhu é mencionado em algumas paródias como os desenhos South Park e As Terríveis Aventuras de Billy e Mandy, além da série Sobrenatural e os jogos Hearthstone, World Of Warcraft e Terraria. Também tem aparição nos desenhos animados Os Simpsons (A Casa da Árvore dos Horrores XXIV) e Rick And Morty.
No anime Musaigen no Phantom World, Cthulhu é a invocação do personagem Haruhiko Ichijo. No mangá Soul Eater, existe um grande antigo que habita o fundo do livro de Eibon, tendo uma forma similar à de Cthulhu. No anime Island episódio 3 a personagem Karen faz citação a entidade.
No anime Haiyore! Nyaruko-san, a protagonista é uma divindade sem forma chamada Nyaruko (Nyarlathotep).

### Música
A banda americana de Heavy Metal, Metallica gravou a canção instrumental "The Call of Ktulu" no álbum Ride the Lightning, de 1984. Alem das músicas "The Thing That Should Not Be" no álbum Master Of Puppets (1986), e "Dream No More" do álbum Hardwired... to Self-Destruct (2016). O ex-baixista da banda, Cliff Burton, era um grande fã de Lovecraft.
O produtor musical e DJ deadmau5 compôs duas músicas em homenagem a Cthulhu: Cthulhu Dreams e Cthulhu Sleeps.
A banda de Black Metal, Cradle of Filth também faz menção à entidade, na música Cthulhu Dawn, do álbum Midian de 2000. Além disso, no CD duplo especial da banda, faz-se referência ao autor criador da entidade, H. P. Lovecraft. O álbum se chama Lovecraft and Witch hearts., de 2002.

### Quadrinhos e Mangás

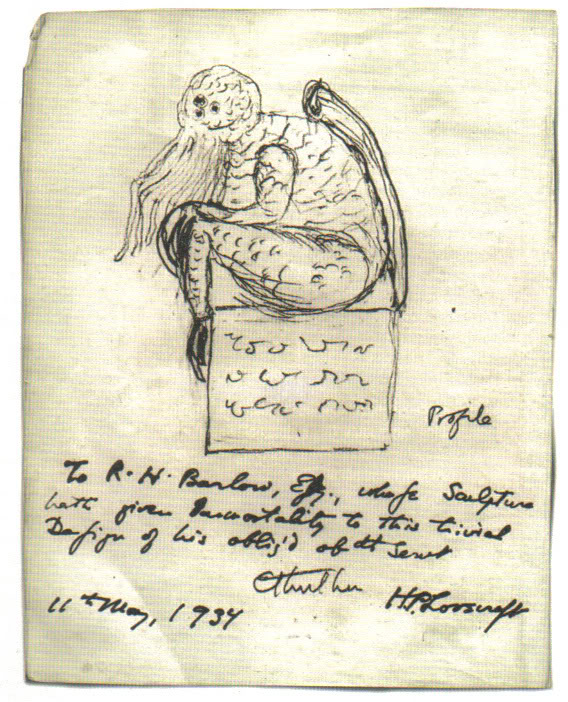
Imagem de Cthulhu rascunhada por Lovecraft (1934)

No Universo DC, Maurer, uma criatura bastante semelhante ao Cthulhu, faz uma aparição junto ao Aquaman.

### Games

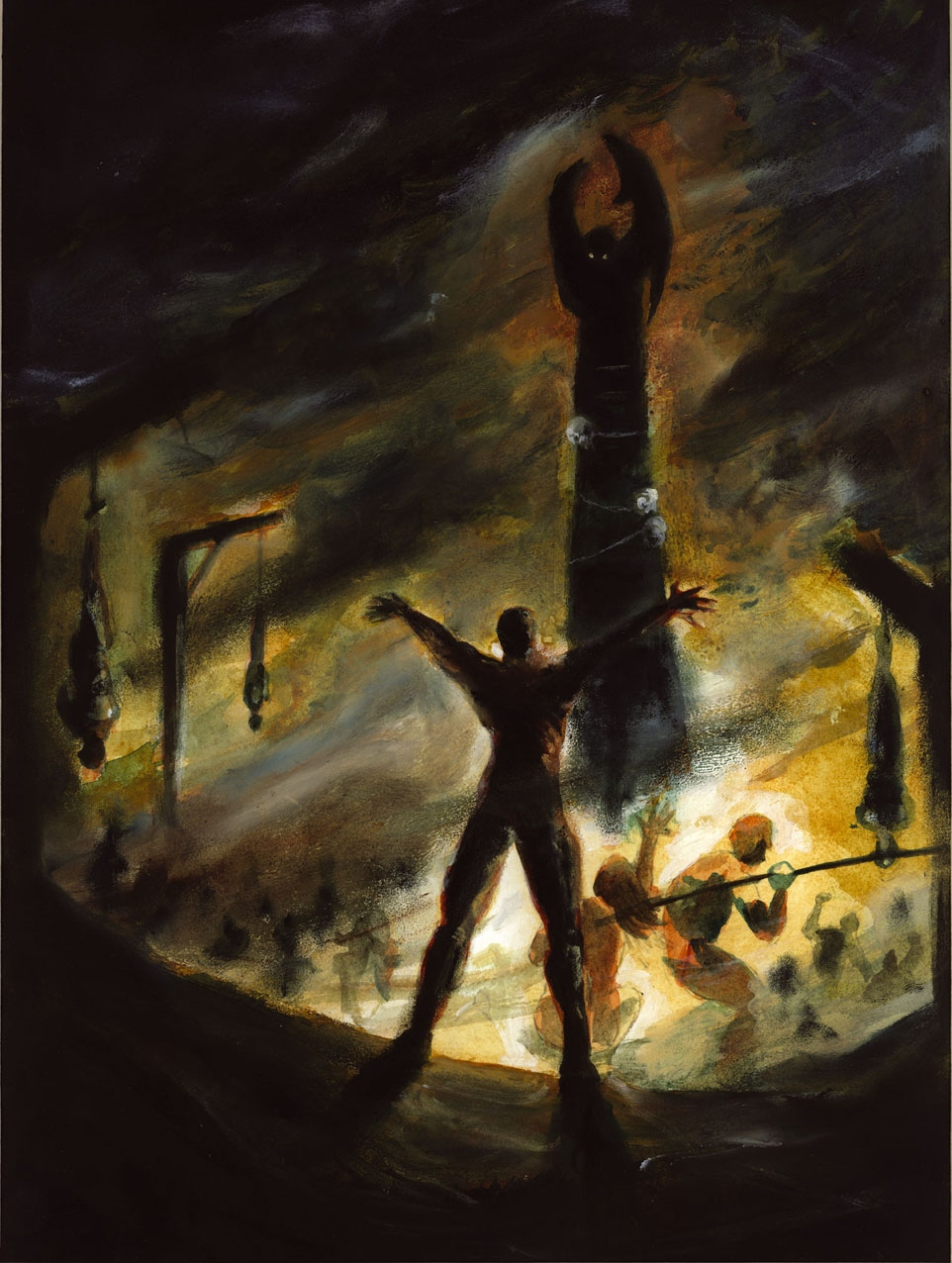
Adoradores de Cthulhu nos pântanos de Luisiana (ilustração de Gwabryel)

Em 2005 foi lançado o jogo Call of Cthulhu: Dark Corners of the Earth para Xbox (console) e em 2006 para PC. O jogo se passa nos anos 1920 e emprega vários elementos dos contos do universo do escritor H. P. Lovecraft. Foi desenvolvido pela Headfirst Productions e distribuído pela Bethesda Softworks.
Em 2019 foi lançado o jogo The Sinking City para PS4, XBOX One, Nintendo Switch e Microsoft Windows pela desenvolvedora Frogwares. O jogo se passa na cidade fictícia de Oakmont e emprega diversos elementos das narrativas do universo dos mitos de cthulhu.
Em 2020, Cthulhu foi adicionado ao jogo SMITE, da Hi-Rez Studios, como um dos antagonistas do moba. Ele é o primeiro dos "Grandes Antigos" a ser ingressado ao jogo. [9]
Em 2021, Cthulhu aparece no jogo The Shore.

### Ciência
Uma espécie de aranha descoberta no estado da Califórnia nos EUA foi batizada de Pimoa cthulhu em referência à entidade fictícia do universo do escritor H. P. Lovecraft.